# سارة ماير (عالمة)
ساره ماير (بالإنجليزية: Sarah Myhre)‏ عالمة مناخ أمريكية، ومحاورة علمية، وناشطة في مجال العدالة البيئية. وهي معروفة بنهجها النسوي في التخفيف من آثار تغير المناخ، ودعت على وجه التحديد المزيد من النساء لقيادة جهود تغير المناخ.

## التعليم
حصلت ماير على درجة الدكتوراه في علم البيئة من جامعة كاليفورنيا، ديفيس في عام 2014، حيث درست علم الحفريات القديمة. كان مستشارها تيسا ميشيل هيل.

## العلوم: عالم المناخ والمحيطات
بدأت ماير البحث عن النظم البيئية للشعب المرجانية في منطقة البحر الكاريبي والاستجابة البيئية من أحداث المرض والتحولات المرحلية. كما أوضحت أن تغير المناخ العالمي أخل بتقسيم الحواف القارية بأكملها واستغرق الأمر آلاف السنين من الأنعاش البيئي بعد الاحترار المفاجئ لإعادة بناء نفس النظم البيئية. سمح الجمع الإضافي بين المعلومات من كل من المركبات التي تعمل عن بعد (ROV) ولب الرواسب لسارة وزملائها بإعادة بناء الضغط العمودي لمياه المحيط العليا المؤكسجة من خلال الأحتباس الحراري، وأظهر أن الموطن المؤكسد ينضغط بمئات الأمتار عمودياً نحو سطح المحيط أثناء ارتفاع درجة حرارة المناخ.

## حياة مهنية
ماير هي المؤسس والمدير التنفيذي لمعهد روان، وهي مؤسسة غير ربحية مقرها واشنطن تركز على قيادة تغير المناخ.عملت ماير أيضًا كزميلة أولى في Project Drawdown، حيث أجرت أبحاثًا حول خفض الكربون في المحيط  وبصفتها زميلة أبحاث في جامعة واشنطن.بالإضافة إلى أبحاثها في علوم المناخ، تدعو ماير إلى تضمين الخبرات البشرية واستخدام التعاطف عند الحديث عن تغير المناخ، بحجة أن وجهات النظر الإنسانية مهمة لمعالجة تغير المناخ. كما دعت إلى اتباع نهج نسوي في علوم المناخ، داعية إلى مزيد من القيادة من قبل العالمات والناشطات.وكانت عضوًا مؤسسًا في مجلس إدارة 500 امرأة عالمة. تدعي ماير بأن العلم لم يكن يومًا غير سياسي ولا يمكن معاملته على هذا النحو.

## التكريم والجوائز المختارة
- أبرز سكان سياتل تأثيرًا، مجلة سياتل، 2017 [9]
- زميل كافلي، الأكاديمية الوطنية للعلوم، 2018 [5]